# Романенко, Иван Андреевич (Герой Социалистического Труда)
Иван Андре́евич Романе́нко (1923-2002) — промышленный деятель, Герой Социалистического Труда (1971).

## Биография
Иван Романенко родился 2 января 1923 года на хуторе Юдино (ныне — Родионово-Несветайский район Ростовской области). В 1948 году он окончил Ростовский техникум, после чего работал на Сарапульском электрогенераторном заводе, прошёл путь от мастера механического цеха до начальника заводского производства. С 1960 года был директором Сарапульского радиозавода. В 1964 году Романенко окончил Сарапульский филиал Ижевского механического института.
Завод под руководством Романенко перешёл на новую систему планирования и материального стимулирования, частично автоматизировался, увеличил точность работы. При нём на заводе выпускали радиолы «Кама-62», «Рапсодия», «Италмас», «Урал-2», «Урал-3», «Урал-6», «Урал-8», «Урал-110», «Урал-111», «Иоланта»; ревербационные приставки «Эхо»; радиоприёмники «Космос», «Рубин», «Орлёнок», «Космос-2», «Орлёнок-605», «Луч»; первый в СССР переносной радиоприёмник «Урал-авто». В 1973 году завод полностью отказался от ламп в приёмниках, перейдя на микросхемы. Завод при Романенко обзавёлся школами передового опыта и профильными курсами, объектами социальной сферы и жилыми домами.
Указом Президиума Верховного Совета СССР от 26 апреля 1971 года за «выдающиеся заслуги в выполнении заданий восьмой пятилетки и организации производства новой техники» Иван Романенко была удостоен высокого звания Героя Социалистического Труда с вручением ордена Ленина и медали «Серп и Молот».
Активно участвовал в общественной деятельности, избирался депутатом различных выборных органов. В 1975 году переехал в Москву, где работал на высоких должностях в Министерстве связи и концерне «Телеком». В октябре 1994 года вышел на пенсию. Умер 15 февраля 2002 года.
Был награждён двумя орденами Ленина, орденами Дружбы народов и «Знак Почёта», рядом медалей.